# Omphale notaula
Omphale notaula är en stekelart som beskrevs av Christer Hansson 1997. Omphale notaula ingår i släktet Omphale och familjen finglanssteklar. Inga underarter finns listade i Catalogue of Life.